# Bulbophyllum rhynchoglossum
Bulbophyllum rhynchoglossum är en orkidéart som beskrevs av Rudolf Schlechter. Bulbophyllum rhynchoglossum ingår i släktet Bulbophyllum och familjen orkidéer. Inga underarter finns listade i Catalogue of Life.